# Guitar bass
Guitar bass là một nhạc cụ dây chủ yếu chơi bằng các ngón tay. Guitar bass có hình dáng và cấu trúc giống guitar điện, có bốn dây. Guitar bass là âm trầm, cùng với trống làm nền tảng của ban nhạc. Đàn guitar bass vừa là cái nền, vừa nối kết giữa trống và guitar lại với nhau tạo nên một hoà âm hoàn chỉnh. Nó vốn dùng nhiều trong hát acoustic khi hoà âm cùng guitar thường.
Đàn contrabass chính là cội nguồn của guitar bass, loại guitar này được đưa vào sử dụng từ những năm 1970. Qua nhiều năm sử dụng, guitar bass vẫn được nhiều yêu thích và sử dụng. Là một nhạc cụ dây, đàn guitar bass có một lịch sử phát triển dài với nhiều sự thay đổi.
Ban đầu, đàn guitar bass được thiết kế 4 dây, sau đó qua thời gian đàn được cải tiến lên 5 dây 6 dây và đến bây giờ là 7 dây, 8 dây, 12 dây, 9 dây, 15 dây, 18 dây,… Kim loại là chất liệu được sử dụng để tạo ra các dây đàn guitar bass, các bộ phận của đàn được sử dụng bằng chất liệu gỗ. Cần đàn của guitar bass được chia làm các ngăn khác nhau, thường sẽ từ 22 – 24 ngăn. Thùng đàn là loại thùng đặc, nơi cài đặt bộ phận khuếch tán âm thanh. 
Đàn guitar bass thường có độ dài khoảng 1.1 m, âm vực là 3 quãng tám. So với guitar điện thì âm vực của guitar bass thấp hơn nhưng đây lại là một loại đàn có vai trò quan trọng trong ban nhạc. Guitar bass sẽ cùng với trống tạo nền, giữ nhịp cho các nhạc cụ trong ban nhạc chơi đúng nhịp từ đó giúp các nhạc cụ liên kết được với nhau và các bản nhạc cũng trở nên sinh động hơn. Loại guitar này có thể sử dụng cho các dòng nhạc blues, rock, nhạc bán cổ điển và nhạc jazz là chủ yếu.